# Hohler Stein (Thal)
Der Hohle Stein ist eine Höhle in Thüringen. Sie liegt auf dem Gipfel des Schossberges, drei Kilometer nördlich der Stadtmitte von  Ruhla und 500 Meter südlich der Burg Scharfenberg über dem Ortsteil Thal.

## Beschreibung
Mitglieder des  Thüringer Höhlenverein e. V., Ortsgruppe Wutha-Farnroda, haben die Höhle im Sommer 1990 begangen und vermessen. 
Die Höhle befindet sich in der Gipfellage des Schossberges und kann von Thal aus bequem über ausgeschilderte Wanderwege erreicht werden. Sie befindet sich vom Glockenhaus Thal noch etwa 300 m entfernt.  
Der Besuch der Höhle ist ohne Hilfsmittel möglich, Kinder und Jugendliche können den etwa 15 Meter  langen Gang ohne Mühe durchkriechen. Die Höhle besitzt zwei Zugänge: der östliche Zugang wird vom Wanderweg aus über einige Treppenstufen erreicht, der westliche Zugang endet in der etwa drei bis fünf Meter hohen Flanke des Felsen.
Kreisförmige Vertiefungen auf dem Felsen belegen die Nachricht, dass man an diesem Ort im späten 19. Jahrhundert einen hölzernen Aussichtspavillon errichtet hatte. Er gestattete einen vorzüglichen Blick zur benachbarten Burgruine. Durch den nachgewachsenen Wald ist dieser Blick jetzt nur noch im Winter möglich.
An den Ort knüpfen sich mehrere Sagen, auch sollen sich in den Höhlen um Thal und Ruhla die Venediger aufgehalten haben.